# Spooky Scary Skeletons
"Spooky Scary Skeletons" é uma canção de Halloween produzida pelo norte-americano Andrew Gold. a música foi lançada no ano de 1996 no álbum Holloween Howls: Fun & Scary Music.
Durante o inicio da década de 2010, a música se tornou mundialmente popular como um meme na internet após ser feito um remix da música pela banda de rock eletrônico The Living Tombstone, no ano de 2013.